# St.-Annen-Kapelle (Wallesweilerhof)
Die St.-Annen-Kapelle steht auf dem Wallesweilerhof zwischen den St. Wendeler Stadtteilen Bliesen und Winterbach im nördlichen Saarland. Es ist die dritte Kapelle, die auf dem Wallesweilerhof errichtet wurde. Die Verehrung der heiligen Anna hat in der Region eine jahrhundertealte Tradition. Die Kapelle befindet sich im Privatbesitz einer Erbengemeinschaft.

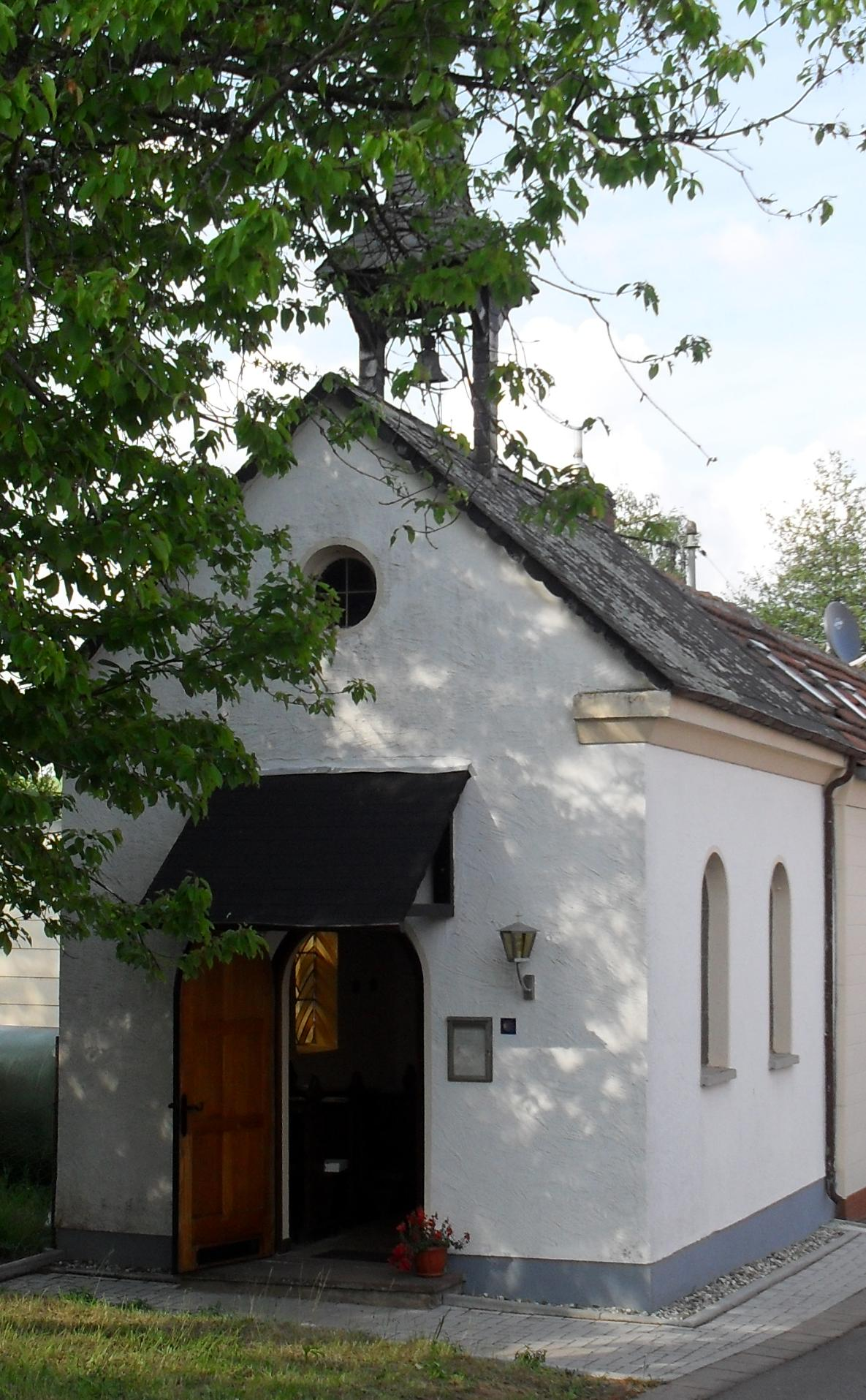
St.-Annen-Kapelle auf dem Wallesweilerhof

## Geschichte
Der Wallesweilerhof gehörte zur Abtei Tholey, bis diese am 7. Juli 1794 aufgehoben wurde. Bereits für das Jahr 1345 ist die Existenz einer Kapelle durch ein Benefizium belegt, das der Abt von Tholey verliehen hatte.
Im Dreißigjährigen Krieg wurde der Wallesweilerhof zerstört. Der Überlieferung nach soll diese Kapelle bereits der heiligen Anna gewidmet gewesen sein.
Die seinerzeitige Kapelle dürfte bereits Anfang des 16. Jahrhunderts nicht mehr existiert haben. Denn für das Jahr 1508 ist die Existenz einer weiteren St.-Annen-Kapelle belegt, die sich ca. 500 m vom Wallesweilerhof entfernt auf dem Gelände des heutigen Wendelinusparks befand und zur Pfarrei St. Wendel gehörte. Diese Kapelle wurde gegen Ende des 18. Jahrhunderts abgerissen. Es ist unwahrscheinlich, dass in einer derart geringen Entfernung zwei Kapellen existiert haben sollen.
Anfang des 19. Jahrhunderts wurde der Wallesweilerhof wieder besiedelt. Am 29. November 1848 verfügte ein Bewohner des Wallesweilerhofes notariell unter anderem, dass seinem Sohn die von ihm erbaute Kapelle gehören solle. In den Urhandrissen von 1843 und der Folgezeit ist jedoch die Existenz einer Kapelle auf dem Wallesweilerhof nicht verzeichnet. Das Gebäude wurde hiernach noch 1877 als Stall genutzt.
Vermutlich existierte die Kapelle aber schon im Jahr 1825. Denn in einem Brief vom 13. August 1825 schrieb Herzogin Luise an ihren Ehemann Herzog Ernst I. von Sachsen-Coburg-Saalfeld, dass sie bei einem ihrer vielen Spaziergänge eine „Kapelle unweit Bließen entdeckt habe, die ihr sehr wohl gefiel“.
Im Jahr 1894 erklärten fünf Bewohner des Wallesweilerhofes vor dem königlichen Amtsgericht zu St. Wendel, dass sie die Eigentümer der Kapelle seien. Bemerkenswert ist in diesem Zusammenhang, dass der Pfarrer von Alsweiler, zu dessen Pfarrei der Wallesweilerhof damals gehörte, gegenüber dem Amtsgericht erklärte, die Kapelle werde zu gottesdienstlichen Zwecken nicht gebraucht und passe auch nicht in das Eigentum der Kirchengemeinde.
Diese Kapelle wurde 1960 wegen Baufälligkeit abgerissen. An gleicher Stelle erbauten die Bewohner des Wallesweilerhofes die neue, heutige St.-Annen-Kapelle. Am 9. Juli 1961 wurde die neue Kapelle unter großer Anteilnahme der Bevölkerung von dem Dechant der Pfarrei St. Wendelin, Pastor Schwinden, eingesegnet.

## Wissenswertes

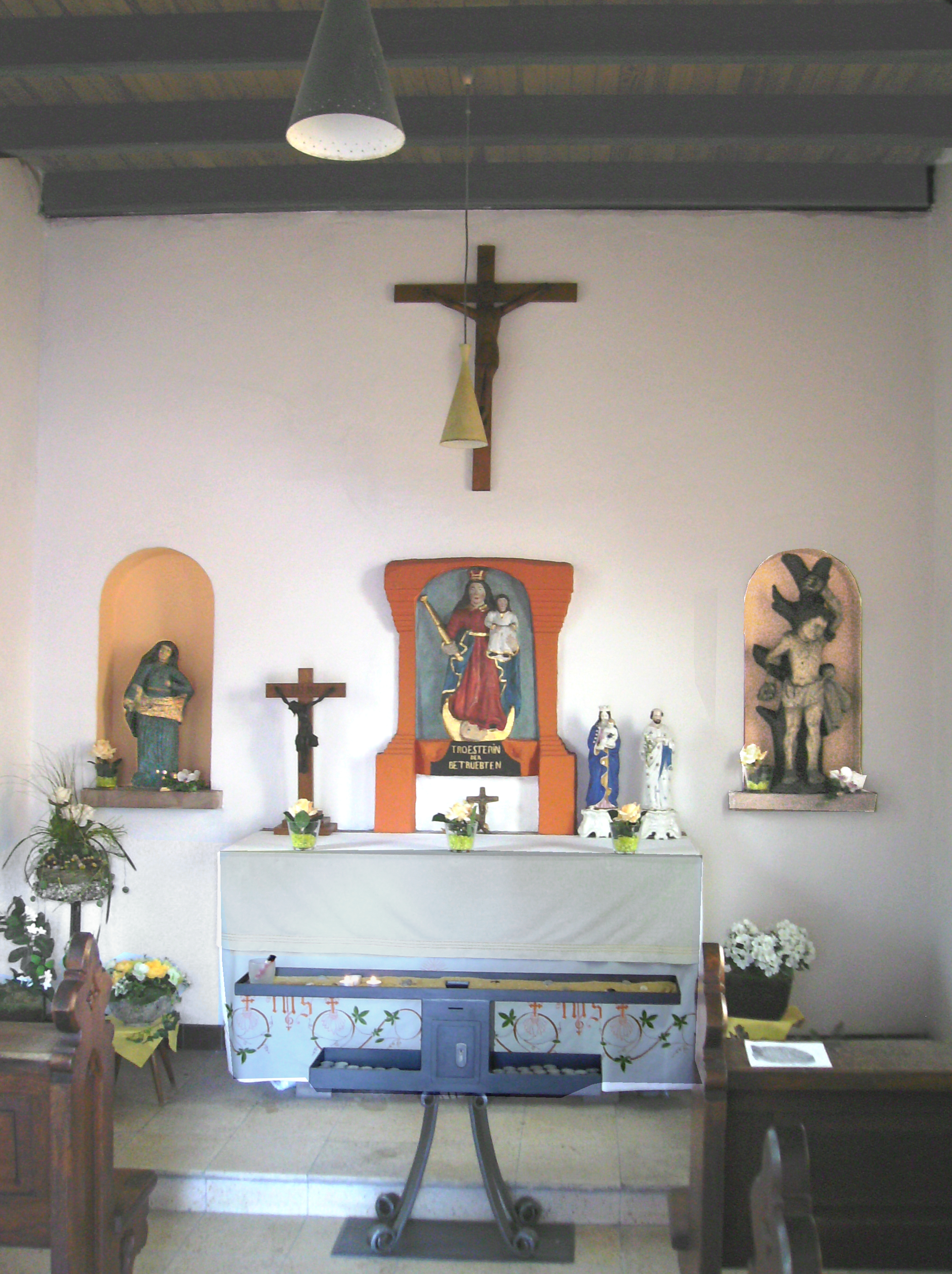
Innenraum mit Altar
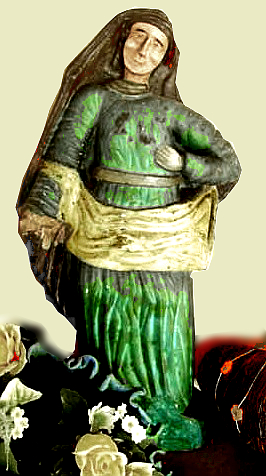
St. Anna
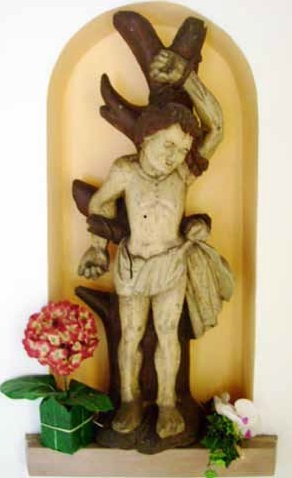
St. Sebastianus
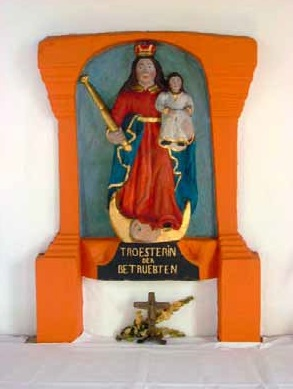
Maria Trösterin der Betrübten
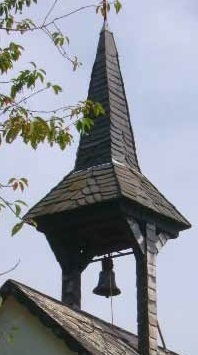
Dachreiter mit Glocke

Die St.-Annen-Kapelle steht seit 1934 unter Denkmalschutz und wird auf der „Liste der saarländischen Denkmäler“ als Einzeldenkmal geführt. In diesem Zusammenhang sind insbesondere die Figuren der heiligen Anna, des hl. Sebastianus, das Steinrelief der hl. Mutter Gottes als Trösterin der Betrübten sowie die Glocke bedeutend. Alter und Herkunft der Figuren, des Steinreliefs und der Glocke sind nicht bekannt. Stilkritisch betrachtet dürften die Figuren aufgrund ihrer derben Gestaltung in den Bereich der Volkskunst einzuordnen sein.
Tür und Fenster sind mit Rundbögen ausgeführt. Je zwei der insgesamt vier bleiverglasten Fenster stifteten die damaligen Zivilgemeinden Bliesen und Winterbach. In der Kapelle hängen rechts neben der Eingangstür 16 kleine Holzkreuze mit den Namen der Bewohner des Wallesweilerhofes, die in den beiden Weltkriegen fielen oder durch Kriegseinwirkungen ums Leben kamen.
Die St.-Annen-Kapelle liegt an dem alten Wendelinus-Pilgerweg sowie an dem am 22. Oktober 2010 neu eröffneten Jakobs-Pilgerweg. Beide Pilgerwege verlaufen zwischen St. Wendel und Tholey auf gleicher Route. Von der Wendalinusbasilika in St. Wendel kommend ist die St.-Annen-Kapelle in der Regel die erste Station der Pilger auf dem Weg nach Tholey.
Die Kapelle ist ganztägig geöffnet. Jährlich finden anlässlich des Patronatstags der heiligen Anna ein katholischer Gottesdienst sowie drei Andachten (Kreuzweg-, Mai- und Rosenkranzandacht) in der Kapelle statt.